# Boa Sorte (2014)
Boa Sorte é um filme brasileiro dirigido por Carolina Jabor com roteiro de Jorge Furtado e Pedro Furtado. A equipe técnica do longa é composta por Eliana Soaréz e Carolina Jabor na produção, Pedro Buarque de Hollanda e Cecília Grosso na produçao executiva, Ilana Brakarz na coprodução executiva, Deborah Secco e Guel Arraes como produtores associados e Mirela Girardi como coordenadora de produção. O longa-metragem conta ainda com a produção da Conspiração Filmes, coprodução da Globo Filmes e distribuição da Imagem Filmes. É estrelado por João Pedro Zappa e Deborah Secco.
O filme teve suas filmagens entre janeiro e fevereiro de 2013 no Rio de Janeiro, e foi lançado no dia 20 de novembro de 2014.

## Enredo
João (João Pedro Zappa) é um adolescente com muitos problemas de comportamento o que faz com que sua família o interne em uma clínica psiquiátrica. Lá ele conhece Judite (Deborah Secco) e logo se apaixona por ela. Mas Judite é soropositiva e não tem muito tempo de vida e os dois sabem disso. Então João e Judite vivem um intenso romance dentro da clínica. Eles cometem e descobrem várias loucuras juntos,  até que num dia eles marcam de ter uma relação sexual na clinica e João flagra Judite com o enfermeiro da clínica. Os dois se afastam por um tempo até que Judite piora e João volta a vê-la. Ele a acompanha no leito da morte até sua morte.  Após a despedida, João para de tomar remédios para ansiedade , sai da clínica,  volta a estudar, se forma, se casa, tem uma filha e se divorcia. Finalmente, João realiza o teste de HIV e o resultado é negativo, apesar de seu relacionamento efêmero com Judite,  o que é uma felicidade para ele, pois prometeu a Judite que continuaria vivo para lembra-lá.

## Elenco
- João Pedro Zappa - João
- Deborah Secco - Judite
- Fernanda Montenegro - Célia
- Pablo Sanábio - Felipe
- Cássia Kis Magro - Drª Lorena
- Gisele Fróes - Ana
- Felipe Camargo - Luís
- Enrique Diaz - Enfermeiro Marcos
- Fabrício Belsoff - Beto
- Mariana Lima - Mulher no Supermercado
- Amanda Veras - Namorada do Beto
- Yasmin Catramby - Filha do João
- Marcella Rica - Garota que é lambida por João no banheiro feminino
- Luisa Arraes - Menina 1
- Bella Camero - Menina 2
- Clara Malvar - Menina do super mercado

## Produção
Para interpretar sua personagem, Deborah Secco emagreceu dez quilos. O roteiro foi baseado no conto Frontal com Fanta, de Jorge Furtado. A adaptação foi feita pelo próprio escritor junto com Pedro Furtado.